# Arturo Ferrario
Arturo Ferrario (né le 28 juin 1891 à Milan et mort le 31 décembre 1966 à Bergame) est un ancien coureur cycliste italien.

## Biographie
Professionnel de 1913 à 1927, Arturo Ferrario a notamment remporté deux fois le Tour d'Ombrie et deux étapes du Tour d'Italie 1924. 

## Palmarès
- 1913
  - Tour d'Ombrie
- 1916
  - 5e du Tour de Lombardie
- 1918
  - 10e du Tour de Lombardie
- 1919
  - Tour d'Ombrie :
    - Classement général
    - 1re étape
- 1924
  - 9e et 11e étapes du Tour d'Italie

## Résultats sur les grands tours

### Tour de France
- 1924 : abandon (2e étape)

### Tour d'Italie
- 1923 : 33e
- 1924 : 16e, vainqueur des 9e et 11e étapes
- 1926 : abandon